# Bernd Päschke
Bernd Päschke (* 16. Dezember 1931 in Kobylin; † 19. Mai 2012 in Berlin) war ein deutscher evangelischer Theologe, der als Mitglied der Christen für den Sozialismus besonders für die Befreiungstheologie und El Salvador einsetzte.

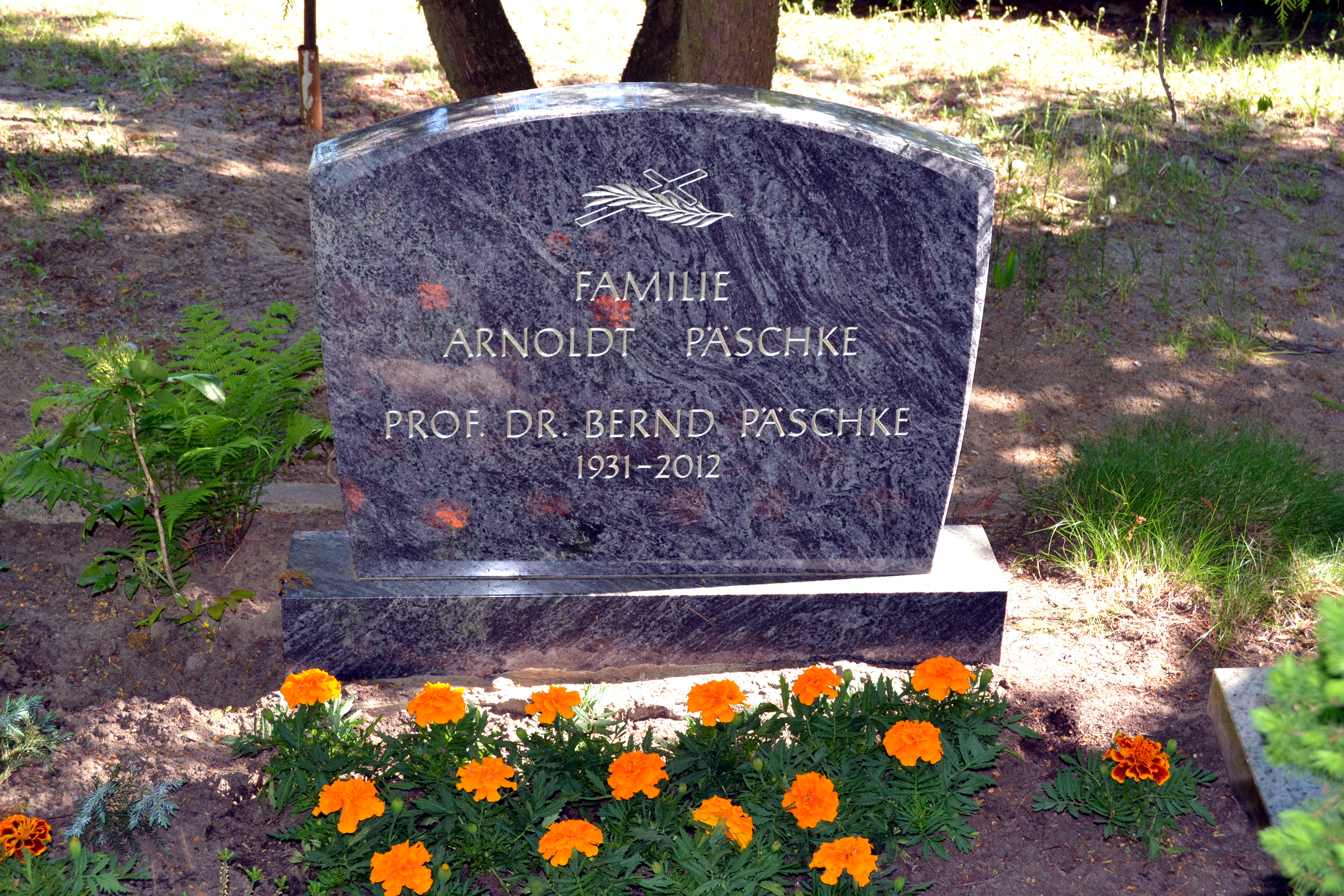
Grab auf dem Waldfriedhof Schöneiche

## Leben und Wirken
Päschke studierte an der Kirchlichen Hochschule Wuppertal/Bethel (1951–1952), der Universität Tübingen (1952–1953), der Universität Heidelberg (1953–1954) und der Universität Göttingen (1954–1956). Nach dem ersten theologischen Examen 1956 in Göttingen und der Promotion im Februar 1962 bei Otto Heinrich Weber ebenda war er von 1967 bis 1969 Assistent an der Universität Mainz. Nach der Habilitation 1969 in Mainz war er dort von 1973 bis 1997 Professor für Praktische Theologie und Sozialethik.
Päschke reiste in Bürgerkriegszeiten nach El Salvador und sammelte dort Eindrücke, die er in seinen Büchern verarbeitete. In Deutschland organisierte er unter anderem Unterstützung für die linke Befreiungsbewegung in El Salvador und förderte den befreiungstheologischen Münsteraner Kleinverlag edition liberación.

## Schriften (Auswahl)
- Die dialogische Struktur der Theokratie bei A. A. van Ruler. Göttingen 1964.
- Salvadorianische Passion. Semana Santa in El Salvador. Edition Liberación, Münster 1985, ISBN 3-923792-18-2.
- Befreiung von unten lernen. Zentralamerikanische Herausforderung theologischer Praxis. Edition Liberación, Münster 1987, ISBN 3-923792-01-8.